# Heilige Geestmeester
De Heilige Geestmeester, ook wel dismeester genoemd, was verbonden aan de Tafel van de Heilige Geest, de armenzorg zoals die was ontstaan in de Nederlanden in de Middeleeuwen. De Heilige Geest werd toen gezien als de Vader der Armen. Anders dan de naam doet vermoeden was de Heilige Geestmeester geen kerkelijke, maar een wereldlijke functionaris. De Heilige Geestmeesters hadden tot taak het beheren van de bezittingen van de Tafel van de Heilige Geest (ook wel 'Armendis' of 'Armentafel' genoemd), zoals huizen en voorraden graan, en het houden van toezicht op de uitdelingen van bijvoorbeeld brood aan de armen. 
De Heilige Geestmeesters werden aangesteld en beëdigd door de stedelijke magistraat of, als het een heerlijkheid betrof, door de plaatselijke heer. In het laatste geval waren de Heilige Geestmeesters lid van het dorpsbestuur en betrokken bij beslissingen over belangrijke dorpsaangelegenheden. Er waren in elk dorp altijd twee Heilige Geestmeesters. 

## Republiek der Zeven Verenigde Nederlanden
In gebieden die tijdens de Tachtigjarige Oorlog in protestantse handen kwamen, stichtte de Gereformeerde Kerk een eigen armenzorg: de diaconie. Daarmee veranderde de positie van de Heilige Geestmeester. Hoewel de Tafel van de Heilige Geest een algemeen armenfonds was, bedeelde het voortaan in de praktijk alleen de katholieken. Omdat de Heilige Geestmeesters zoals alle bestuurders belijdend lid moesten zijn van de Gereformeerde Kerk, kwamen de Tafels van de Heilige Geest in protestantse handen. Na verloop van tijd namen de diaconaten de armenzorg in de acht soevereine provincies van de Republiek geheel over. Daarmee hield de functie Heilige Geestmeester daar op te bestaan
Na de Vrede van Münster bleef de Heilige Geestmeester onder andere in Staats Brabant wel voortbestaan. De Gereformeerde Kerk stichtte ook daar wel diaconaten, maar die zorgden slechts voor de protestantse minderheid. De Tafels van de Heilige Geest bleven daarmee de belangrijkste instantie voor armenzorg. Hoewel katholieken waren uitgesloten van overheidsfuncties, werden onder druk van de realiteit toch katholieken tot Heilige Geestmeester benoemd; er waren in de meeste Brabantse dorpen onvoldoende gereformeerden om alle overheidsfuncties te bemannen.
In de 18de eeuw werd de naam Heilige Geestmeester in Staats Brabant gaandeweg verdrongen door de term armmeester. Na de val van het ancien régime verviel ook de functie van Heilige Geestmeester en werd de armenzorg op andere wijze georganiseerd. 

## Zuidelijke Nederlanden
In de Zuidelijke Nederlanden veranderde de armenzorg niet. De Heilige Geesttafels – vaak parochiaal georganiseerd – bleven bestaan. Dat was onder meer het geval in Brussel, Gent Leuven en Lier.
Vanaf de Franse Tijd (1794) werd de armenzorg overgedragen aan de Burgerlijke Godshuizen, later vervangen door de Commissie voor Openbare Onderstand, voorloper van het Openbaar Centrum voor Maatschappelijk Welzijn.